# Guazacapán
Guazacapán est une ville du Guatemala dans le département de Santa Rosa.